# Paul Mijksenaar

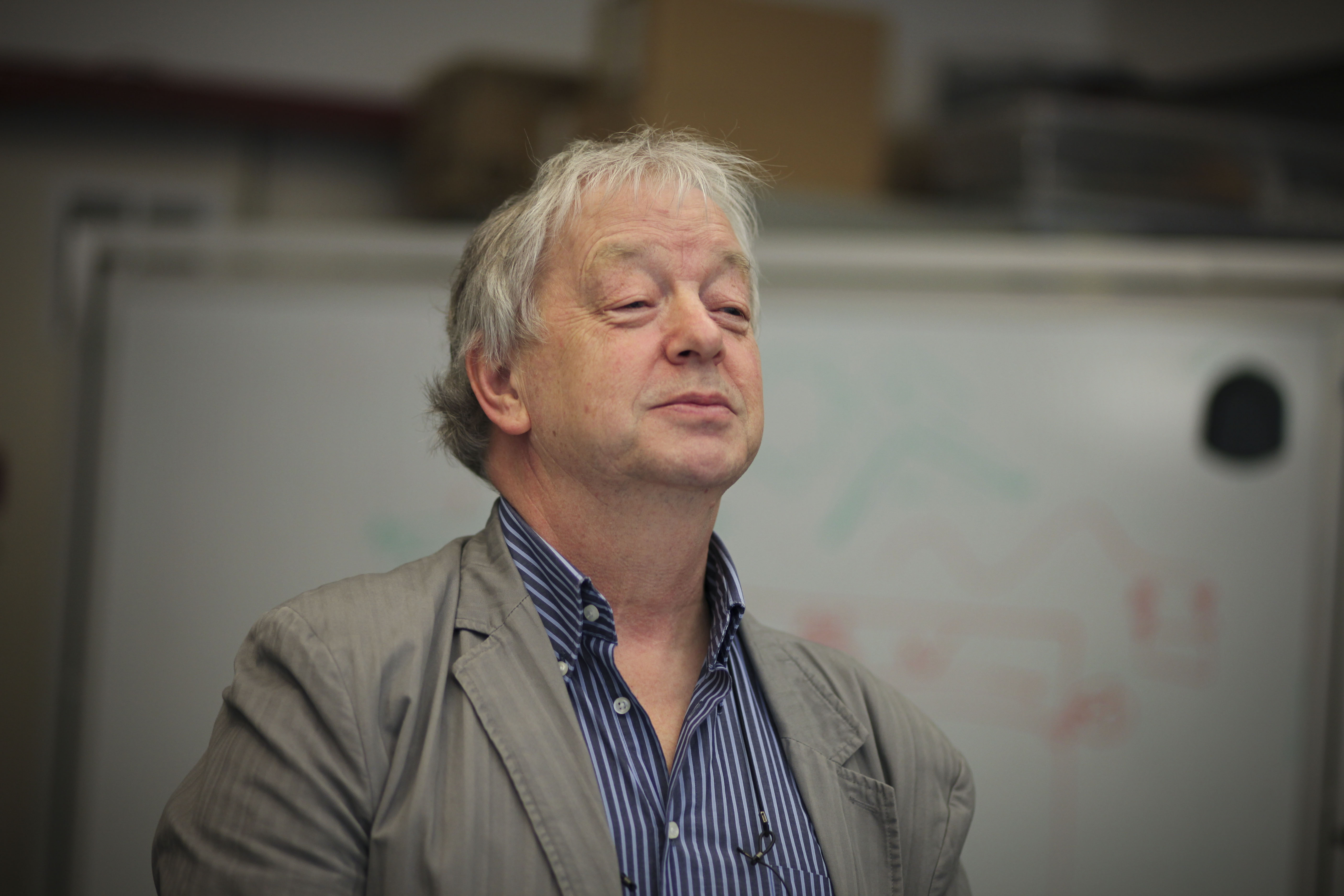

Paul Mijksenaar (* 1944) ist ein niederländischer Designer in visueller Information, sowie Gründer und Direktor des Design-Büros Mijksenaar für Informationsdesign mit Sitz in Amsterdam und New York City.
Mijksenaar beschäftigt sich mit der Planung und Erstellung von Personenleitsystemen an Bahnhöfen, Flughäfen und anderen öffentlichen Gebäuden, und ist in der Gestaltung von visueller Information und Signaletik spezialisiert. Zu seinen bekanntesten Projekten gehören die Leitsysteme der New Yorker Flughäfen JFK, LaGuardia und Newark sowie das Leitsystem für Schiphol, den Flughafen von Amsterdam.
Neben seiner freiberuflichen Aktivität als Designer lehrt er als Professor an der Technischen Universität von Delft in den Niederlanden visuelles Informationsdesign.